# Ana Rosa Diego
Ana Rosa Diego (Sevilla, 1969) es una directora de cine y guionista española, presidenta de la Asociación Andaluza de Mujeres de los Medios Audiovisuales (AMMA). Es, junto a la catedrática y artista Inmaculada Rodríguez-Cunill, una de las dos mujeres que fueron miembros fundacionales de la denominada Generación CineXin

## Trayectoria
Estudió Comunicación Audiovisual en la Universidad de Sevilla. Cuando finalizó sus estudios, formó parte de la productora Letra M, donde desarrolló funciones de producción y dirección.  
Ha intervenido como jefa de producción en cortometrajes como El millón, de Alberto Rodríguez, Marisma, de Modesto González, Los Díaz felices y Bailongas, ambas de Chiqui Carabante, Los Almendros-Plaza Nueva, de Álvaro Alonso y Por donde rayos sale el sol, de Paco R. Baños entre otros. Como ayudante de producción trabaja con distintas productoras cinematográficas y ha participado en películas comoYerma de Pilar Távora, Solas y Padre Coraje de Benito Zambrano y Celos de Vicente Aranda. 
En noviembre de 2009, su primer largometraje como directora y guionista, Siempre hay tiempo, se estrenó en la 35ª Edición del Festival de Cine Iberoamericano de Huelva donde consiguió el Premio del Público y la Llave de la Libertad del Penal de Huelva. Siempre hay tiempo es un drama protagonizado por Txema Blasco, Eduardo Bulnes, Sergi Calleja, Maite Sandoval, Fermí Reixach, Monserrat Carulla, Alfonso Sánchez. También obtuvo el Premio de la Asociación de Telespectadores y Radioyentes de Asturias. 
A finales de 2015, Diego estrenó Río abierto, el baile como terapia en mujeres que han sufrido violencia de género.

## Obra
- T (1997) Cortometraje producido por Letra M. Directora y guionista.
- Puzzle (1998) Cortometraje producido por Letra M. Directora y guionista.
- Mayte y las nubes (2002) Cortometraje producido por Letra M. Directora y guionista

- Aminetu Haidar para el proyecto colectivo Tebraa, retratos de mujeres saharauis (2007).[7] Documental. Directora.
- Siempre hay tiempo (Héctor y Bruno) (2010).[8][9] Directora y guionista
- Río abierto. Documental. Directora y guionista.

- AMOR (2017).[10] Cortometraje. Directora y guionista junto a Mercedes M. del Río.

- Comando VdG (2017).[11] Cortometraje. Directora junto a Mercedes M. del Río.

## Reconocimientos
- Premio del Público por Siempre hay tiempo (Héctor y Bruno) (2010)
- Premio Llave de la Libertad del Penal de Huelva por Siempre hay tiempo (Héctor y Bruno) (2010)
- Premio de la Asociación de Telespectadores y Radioyentes de Asturias por Siempre hay tiempo (Héctor y Bruno) en su edición de 2011.